# OMX Vilnius Index
Der OMX Vilnius Index, der bis zum Jahr 2005 noch unter der Bezeichnung VILSE bekannt war, ist ein kapitalgewichteter Aktienindex. Berechnet wurde er zwischenzeitlich von der skandinavischen OMX Group, die 2004 die litauische Börse Vilnius übernommen hatte. Heute firmiert sie als Tochter der US-amerikanischen NASDAQ als Nasdaq Nordic.
In dem Performance-Index sind alle 32 litauischen Aktien enthalten, die in den beiden Segmenten „Main“ und „I-List“ notieren.